# 1383 Limburgia
1383 Limburgia eller 1934 RV är en asteroid i huvudbältet som upptäcktes den 9 september 1934 av den holländske astronomen Hendrik van Gent i Johannesburg. Den har fått sitt namn efter den nederländska provinsen Limburg.
Asteroiden har en diameter på ungefär 23 kilometer och den tillhör asteroidgruppen Themis.